# Mihai Șubă
|   | a | b | c | d | e | f | g | h |   |
| 8 | c8 – Czarna wieża · e8 – Czarna wieża · g8 – Czarny król · b7 – Czarny goniec · c7 – Czarny hetman · d7 – Czarny skoczek · e7 – Czarny goniec · f7 – Czarny pionek · g7 – Czarny pionek · h7 – Czarny pionek · a6 – Czarny pionek · b6 – Czarny pionek · d6 – Czarny pionek · e6 – Czarny pionek · f6 – Czarny skoczek | c8 – Czarna wieża · e8 – Czarna wieża · g8 – Czarny król · b7 – Czarny goniec · c7 – Czarny hetman · d7 – Czarny skoczek · e7 – Czarny goniec · f7 – Czarny pionek · g7 – Czarny pionek · h7 – Czarny pionek · a6 – Czarny pionek · b6 – Czarny pionek · d6 – Czarny pionek · e6 – Czarny pionek · f6 – Czarny skoczek | c8 – Czarna wieża · e8 – Czarna wieża · g8 – Czarny król · b7 – Czarny goniec · c7 – Czarny hetman · d7 – Czarny skoczek · e7 – Czarny goniec · f7 – Czarny pionek · g7 – Czarny pionek · h7 – Czarny pionek · a6 – Czarny pionek · b6 – Czarny pionek · d6 – Czarny pionek · e6 – Czarny pionek · f6 – Czarny skoczek | c8 – Czarna wieża · e8 – Czarna wieża · g8 – Czarny król · b7 – Czarny goniec · c7 – Czarny hetman · d7 – Czarny skoczek · e7 – Czarny goniec · f7 – Czarny pionek · g7 – Czarny pionek · h7 – Czarny pionek · a6 – Czarny pionek · b6 – Czarny pionek · d6 – Czarny pionek · e6 – Czarny pionek · f6 – Czarny skoczek | c8 – Czarna wieża · e8 – Czarna wieża · g8 – Czarny król · b7 – Czarny goniec · c7 – Czarny hetman · d7 – Czarny skoczek · e7 – Czarny goniec · f7 – Czarny pionek · g7 – Czarny pionek · h7 – Czarny pionek · a6 – Czarny pionek · b6 – Czarny pionek · d6 – Czarny pionek · e6 – Czarny pionek · f6 – Czarny skoczek | c8 – Czarna wieża · e8 – Czarna wieża · g8 – Czarny król · b7 – Czarny goniec · c7 – Czarny hetman · d7 – Czarny skoczek · e7 – Czarny goniec · f7 – Czarny pionek · g7 – Czarny pionek · h7 – Czarny pionek · a6 – Czarny pionek · b6 – Czarny pionek · d6 – Czarny pionek · e6 – Czarny pionek · f6 – Czarny skoczek | c8 – Czarna wieża · e8 – Czarna wieża · g8 – Czarny król · b7 – Czarny goniec · c7 – Czarny hetman · d7 – Czarny skoczek · e7 – Czarny goniec · f7 – Czarny pionek · g7 – Czarny pionek · h7 – Czarny pionek · a6 – Czarny pionek · b6 – Czarny pionek · d6 – Czarny pionek · e6 – Czarny pionek · f6 – Czarny skoczek | c8 – Czarna wieża · e8 – Czarna wieża · g8 – Czarny król · b7 – Czarny goniec · c7 – Czarny hetman · d7 – Czarny skoczek · e7 – Czarny goniec · f7 – Czarny pionek · g7 – Czarny pionek · h7 – Czarny pionek · a6 – Czarny pionek · b6 – Czarny pionek · d6 – Czarny pionek · e6 – Czarny pionek · f6 – Czarny skoczek | 8 |
| 7 | c8 – Czarna wieża · e8 – Czarna wieża · g8 – Czarny król · b7 – Czarny goniec · c7 – Czarny hetman · d7 – Czarny skoczek · e7 – Czarny goniec · f7 – Czarny pionek · g7 – Czarny pionek · h7 – Czarny pionek · a6 – Czarny pionek · b6 – Czarny pionek · d6 – Czarny pionek · e6 – Czarny pionek · f6 – Czarny skoczek | c8 – Czarna wieża · e8 – Czarna wieża · g8 – Czarny król · b7 – Czarny goniec · c7 – Czarny hetman · d7 – Czarny skoczek · e7 – Czarny goniec · f7 – Czarny pionek · g7 – Czarny pionek · h7 – Czarny pionek · a6 – Czarny pionek · b6 – Czarny pionek · d6 – Czarny pionek · e6 – Czarny pionek · f6 – Czarny skoczek | c8 – Czarna wieża · e8 – Czarna wieża · g8 – Czarny król · b7 – Czarny goniec · c7 – Czarny hetman · d7 – Czarny skoczek · e7 – Czarny goniec · f7 – Czarny pionek · g7 – Czarny pionek · h7 – Czarny pionek · a6 – Czarny pionek · b6 – Czarny pionek · d6 – Czarny pionek · e6 – Czarny pionek · f6 – Czarny skoczek | c8 – Czarna wieża · e8 – Czarna wieża · g8 – Czarny król · b7 – Czarny goniec · c7 – Czarny hetman · d7 – Czarny skoczek · e7 – Czarny goniec · f7 – Czarny pionek · g7 – Czarny pionek · h7 – Czarny pionek · a6 – Czarny pionek · b6 – Czarny pionek · d6 – Czarny pionek · e6 – Czarny pionek · f6 – Czarny skoczek | c8 – Czarna wieża · e8 – Czarna wieża · g8 – Czarny król · b7 – Czarny goniec · c7 – Czarny hetman · d7 – Czarny skoczek · e7 – Czarny goniec · f7 – Czarny pionek · g7 – Czarny pionek · h7 – Czarny pionek · a6 – Czarny pionek · b6 – Czarny pionek · d6 – Czarny pionek · e6 – Czarny pionek · f6 – Czarny skoczek | c8 – Czarna wieża · e8 – Czarna wieża · g8 – Czarny król · b7 – Czarny goniec · c7 – Czarny hetman · d7 – Czarny skoczek · e7 – Czarny goniec · f7 – Czarny pionek · g7 – Czarny pionek · h7 – Czarny pionek · a6 – Czarny pionek · b6 – Czarny pionek · d6 – Czarny pionek · e6 – Czarny pionek · f6 – Czarny skoczek | c8 – Czarna wieża · e8 – Czarna wieża · g8 – Czarny król · b7 – Czarny goniec · c7 – Czarny hetman · d7 – Czarny skoczek · e7 – Czarny goniec · f7 – Czarny pionek · g7 – Czarny pionek · h7 – Czarny pionek · a6 – Czarny pionek · b6 – Czarny pionek · d6 – Czarny pionek · e6 – Czarny pionek · f6 – Czarny skoczek | c8 – Czarna wieża · e8 – Czarna wieża · g8 – Czarny król · b7 – Czarny goniec · c7 – Czarny hetman · d7 – Czarny skoczek · e7 – Czarny goniec · f7 – Czarny pionek · g7 – Czarny pionek · h7 – Czarny pionek · a6 – Czarny pionek · b6 – Czarny pionek · d6 – Czarny pionek · e6 – Czarny pionek · f6 – Czarny skoczek | 7 |
| 6 | c8 – Czarna wieża · e8 – Czarna wieża · g8 – Czarny król · b7 – Czarny goniec · c7 – Czarny hetman · d7 – Czarny skoczek · e7 – Czarny goniec · f7 – Czarny pionek · g7 – Czarny pionek · h7 – Czarny pionek · a6 – Czarny pionek · b6 – Czarny pionek · d6 – Czarny pionek · e6 – Czarny pionek · f6 – Czarny skoczek | c8 – Czarna wieża · e8 – Czarna wieża · g8 – Czarny król · b7 – Czarny goniec · c7 – Czarny hetman · d7 – Czarny skoczek · e7 – Czarny goniec · f7 – Czarny pionek · g7 – Czarny pionek · h7 – Czarny pionek · a6 – Czarny pionek · b6 – Czarny pionek · d6 – Czarny pionek · e6 – Czarny pionek · f6 – Czarny skoczek | c8 – Czarna wieża · e8 – Czarna wieża · g8 – Czarny król · b7 – Czarny goniec · c7 – Czarny hetman · d7 – Czarny skoczek · e7 – Czarny goniec · f7 – Czarny pionek · g7 – Czarny pionek · h7 – Czarny pionek · a6 – Czarny pionek · b6 – Czarny pionek · d6 – Czarny pionek · e6 – Czarny pionek · f6 – Czarny skoczek | c8 – Czarna wieża · e8 – Czarna wieża · g8 – Czarny król · b7 – Czarny goniec · c7 – Czarny hetman · d7 – Czarny skoczek · e7 – Czarny goniec · f7 – Czarny pionek · g7 – Czarny pionek · h7 – Czarny pionek · a6 – Czarny pionek · b6 – Czarny pionek · d6 – Czarny pionek · e6 – Czarny pionek · f6 – Czarny skoczek | c8 – Czarna wieża · e8 – Czarna wieża · g8 – Czarny król · b7 – Czarny goniec · c7 – Czarny hetman · d7 – Czarny skoczek · e7 – Czarny goniec · f7 – Czarny pionek · g7 – Czarny pionek · h7 – Czarny pionek · a6 – Czarny pionek · b6 – Czarny pionek · d6 – Czarny pionek · e6 – Czarny pionek · f6 – Czarny skoczek | c8 – Czarna wieża · e8 – Czarna wieża · g8 – Czarny król · b7 – Czarny goniec · c7 – Czarny hetman · d7 – Czarny skoczek · e7 – Czarny goniec · f7 – Czarny pionek · g7 – Czarny pionek · h7 – Czarny pionek · a6 – Czarny pionek · b6 – Czarny pionek · d6 – Czarny pionek · e6 – Czarny pionek · f6 – Czarny skoczek | c8 – Czarna wieża · e8 – Czarna wieża · g8 – Czarny król · b7 – Czarny goniec · c7 – Czarny hetman · d7 – Czarny skoczek · e7 – Czarny goniec · f7 – Czarny pionek · g7 – Czarny pionek · h7 – Czarny pionek · a6 – Czarny pionek · b6 – Czarny pionek · d6 – Czarny pionek · e6 – Czarny pionek · f6 – Czarny skoczek | c8 – Czarna wieża · e8 – Czarna wieża · g8 – Czarny król · b7 – Czarny goniec · c7 – Czarny hetman · d7 – Czarny skoczek · e7 – Czarny goniec · f7 – Czarny pionek · g7 – Czarny pionek · h7 – Czarny pionek · a6 – Czarny pionek · b6 – Czarny pionek · d6 – Czarny pionek · e6 – Czarny pionek · f6 – Czarny skoczek | 6 |
| 5 | c8 – Czarna wieża · e8 – Czarna wieża · g8 – Czarny król · b7 – Czarny goniec · c7 – Czarny hetman · d7 – Czarny skoczek · e7 – Czarny goniec · f7 – Czarny pionek · g7 – Czarny pionek · h7 – Czarny pionek · a6 – Czarny pionek · b6 – Czarny pionek · d6 – Czarny pionek · e6 – Czarny pionek · f6 – Czarny skoczek | c8 – Czarna wieża · e8 – Czarna wieża · g8 – Czarny król · b7 – Czarny goniec · c7 – Czarny hetman · d7 – Czarny skoczek · e7 – Czarny goniec · f7 – Czarny pionek · g7 – Czarny pionek · h7 – Czarny pionek · a6 – Czarny pionek · b6 – Czarny pionek · d6 – Czarny pionek · e6 – Czarny pionek · f6 – Czarny skoczek | c8 – Czarna wieża · e8 – Czarna wieża · g8 – Czarny król · b7 – Czarny goniec · c7 – Czarny hetman · d7 – Czarny skoczek · e7 – Czarny goniec · f7 – Czarny pionek · g7 – Czarny pionek · h7 – Czarny pionek · a6 – Czarny pionek · b6 – Czarny pionek · d6 – Czarny pionek · e6 – Czarny pionek · f6 – Czarny skoczek | c8 – Czarna wieża · e8 – Czarna wieża · g8 – Czarny król · b7 – Czarny goniec · c7 – Czarny hetman · d7 – Czarny skoczek · e7 – Czarny goniec · f7 – Czarny pionek · g7 – Czarny pionek · h7 – Czarny pionek · a6 – Czarny pionek · b6 – Czarny pionek · d6 – Czarny pionek · e6 – Czarny pionek · f6 – Czarny skoczek | c8 – Czarna wieża · e8 – Czarna wieża · g8 – Czarny król · b7 – Czarny goniec · c7 – Czarny hetman · d7 – Czarny skoczek · e7 – Czarny goniec · f7 – Czarny pionek · g7 – Czarny pionek · h7 – Czarny pionek · a6 – Czarny pionek · b6 – Czarny pionek · d6 – Czarny pionek · e6 – Czarny pionek · f6 – Czarny skoczek | c8 – Czarna wieża · e8 – Czarna wieża · g8 – Czarny król · b7 – Czarny goniec · c7 – Czarny hetman · d7 – Czarny skoczek · e7 – Czarny goniec · f7 – Czarny pionek · g7 – Czarny pionek · h7 – Czarny pionek · a6 – Czarny pionek · b6 – Czarny pionek · d6 – Czarny pionek · e6 – Czarny pionek · f6 – Czarny skoczek | c8 – Czarna wieża · e8 – Czarna wieża · g8 – Czarny król · b7 – Czarny goniec · c7 – Czarny hetman · d7 – Czarny skoczek · e7 – Czarny goniec · f7 – Czarny pionek · g7 – Czarny pionek · h7 – Czarny pionek · a6 – Czarny pionek · b6 – Czarny pionek · d6 – Czarny pionek · e6 – Czarny pionek · f6 – Czarny skoczek | c8 – Czarna wieża · e8 – Czarna wieża · g8 – Czarny król · b7 – Czarny goniec · c7 – Czarny hetman · d7 – Czarny skoczek · e7 – Czarny goniec · f7 – Czarny pionek · g7 – Czarny pionek · h7 – Czarny pionek · a6 – Czarny pionek · b6 – Czarny pionek · d6 – Czarny pionek · e6 – Czarny pionek · f6 – Czarny skoczek | 5 |
| 4 | c8 – Czarna wieża · e8 – Czarna wieża · g8 – Czarny król · b7 – Czarny goniec · c7 – Czarny hetman · d7 – Czarny skoczek · e7 – Czarny goniec · f7 – Czarny pionek · g7 – Czarny pionek · h7 – Czarny pionek · a6 – Czarny pionek · b6 – Czarny pionek · d6 – Czarny pionek · e6 – Czarny pionek · f6 – Czarny skoczek | c8 – Czarna wieża · e8 – Czarna wieża · g8 – Czarny król · b7 – Czarny goniec · c7 – Czarny hetman · d7 – Czarny skoczek · e7 – Czarny goniec · f7 – Czarny pionek · g7 – Czarny pionek · h7 – Czarny pionek · a6 – Czarny pionek · b6 – Czarny pionek · d6 – Czarny pionek · e6 – Czarny pionek · f6 – Czarny skoczek | c8 – Czarna wieża · e8 – Czarna wieża · g8 – Czarny król · b7 – Czarny goniec · c7 – Czarny hetman · d7 – Czarny skoczek · e7 – Czarny goniec · f7 – Czarny pionek · g7 – Czarny pionek · h7 – Czarny pionek · a6 – Czarny pionek · b6 – Czarny pionek · d6 – Czarny pionek · e6 – Czarny pionek · f6 – Czarny skoczek | c8 – Czarna wieża · e8 – Czarna wieża · g8 – Czarny król · b7 – Czarny goniec · c7 – Czarny hetman · d7 – Czarny skoczek · e7 – Czarny goniec · f7 – Czarny pionek · g7 – Czarny pionek · h7 – Czarny pionek · a6 – Czarny pionek · b6 – Czarny pionek · d6 – Czarny pionek · e6 – Czarny pionek · f6 – Czarny skoczek | c8 – Czarna wieża · e8 – Czarna wieża · g8 – Czarny król · b7 – Czarny goniec · c7 – Czarny hetman · d7 – Czarny skoczek · e7 – Czarny goniec · f7 – Czarny pionek · g7 – Czarny pionek · h7 – Czarny pionek · a6 – Czarny pionek · b6 – Czarny pionek · d6 – Czarny pionek · e6 – Czarny pionek · f6 – Czarny skoczek | c8 – Czarna wieża · e8 – Czarna wieża · g8 – Czarny król · b7 – Czarny goniec · c7 – Czarny hetman · d7 – Czarny skoczek · e7 – Czarny goniec · f7 – Czarny pionek · g7 – Czarny pionek · h7 – Czarny pionek · a6 – Czarny pionek · b6 – Czarny pionek · d6 – Czarny pionek · e6 – Czarny pionek · f6 – Czarny skoczek | c8 – Czarna wieża · e8 – Czarna wieża · g8 – Czarny król · b7 – Czarny goniec · c7 – Czarny hetman · d7 – Czarny skoczek · e7 – Czarny goniec · f7 – Czarny pionek · g7 – Czarny pionek · h7 – Czarny pionek · a6 – Czarny pionek · b6 – Czarny pionek · d6 – Czarny pionek · e6 – Czarny pionek · f6 – Czarny skoczek | c8 – Czarna wieża · e8 – Czarna wieża · g8 – Czarny król · b7 – Czarny goniec · c7 – Czarny hetman · d7 – Czarny skoczek · e7 – Czarny goniec · f7 – Czarny pionek · g7 – Czarny pionek · h7 – Czarny pionek · a6 – Czarny pionek · b6 – Czarny pionek · d6 – Czarny pionek · e6 – Czarny pionek · f6 – Czarny skoczek | 4 |
| 3 | c8 – Czarna wieża · e8 – Czarna wieża · g8 – Czarny król · b7 – Czarny goniec · c7 – Czarny hetman · d7 – Czarny skoczek · e7 – Czarny goniec · f7 – Czarny pionek · g7 – Czarny pionek · h7 – Czarny pionek · a6 – Czarny pionek · b6 – Czarny pionek · d6 – Czarny pionek · e6 – Czarny pionek · f6 – Czarny skoczek | c8 – Czarna wieża · e8 – Czarna wieża · g8 – Czarny król · b7 – Czarny goniec · c7 – Czarny hetman · d7 – Czarny skoczek · e7 – Czarny goniec · f7 – Czarny pionek · g7 – Czarny pionek · h7 – Czarny pionek · a6 – Czarny pionek · b6 – Czarny pionek · d6 – Czarny pionek · e6 – Czarny pionek · f6 – Czarny skoczek | c8 – Czarna wieża · e8 – Czarna wieża · g8 – Czarny król · b7 – Czarny goniec · c7 – Czarny hetman · d7 – Czarny skoczek · e7 – Czarny goniec · f7 – Czarny pionek · g7 – Czarny pionek · h7 – Czarny pionek · a6 – Czarny pionek · b6 – Czarny pionek · d6 – Czarny pionek · e6 – Czarny pionek · f6 – Czarny skoczek | c8 – Czarna wieża · e8 – Czarna wieża · g8 – Czarny król · b7 – Czarny goniec · c7 – Czarny hetman · d7 – Czarny skoczek · e7 – Czarny goniec · f7 – Czarny pionek · g7 – Czarny pionek · h7 – Czarny pionek · a6 – Czarny pionek · b6 – Czarny pionek · d6 – Czarny pionek · e6 – Czarny pionek · f6 – Czarny skoczek | c8 – Czarna wieża · e8 – Czarna wieża · g8 – Czarny król · b7 – Czarny goniec · c7 – Czarny hetman · d7 – Czarny skoczek · e7 – Czarny goniec · f7 – Czarny pionek · g7 – Czarny pionek · h7 – Czarny pionek · a6 – Czarny pionek · b6 – Czarny pionek · d6 – Czarny pionek · e6 – Czarny pionek · f6 – Czarny skoczek | c8 – Czarna wieża · e8 – Czarna wieża · g8 – Czarny król · b7 – Czarny goniec · c7 – Czarny hetman · d7 – Czarny skoczek · e7 – Czarny goniec · f7 – Czarny pionek · g7 – Czarny pionek · h7 – Czarny pionek · a6 – Czarny pionek · b6 – Czarny pionek · d6 – Czarny pionek · e6 – Czarny pionek · f6 – Czarny skoczek | c8 – Czarna wieża · e8 – Czarna wieża · g8 – Czarny król · b7 – Czarny goniec · c7 – Czarny hetman · d7 – Czarny skoczek · e7 – Czarny goniec · f7 – Czarny pionek · g7 – Czarny pionek · h7 – Czarny pionek · a6 – Czarny pionek · b6 – Czarny pionek · d6 – Czarny pionek · e6 – Czarny pionek · f6 – Czarny skoczek | c8 – Czarna wieża · e8 – Czarna wieża · g8 – Czarny król · b7 – Czarny goniec · c7 – Czarny hetman · d7 – Czarny skoczek · e7 – Czarny goniec · f7 – Czarny pionek · g7 – Czarny pionek · h7 – Czarny pionek · a6 – Czarny pionek · b6 – Czarny pionek · d6 – Czarny pionek · e6 – Czarny pionek · f6 – Czarny skoczek | 3 |
| 2 | c8 – Czarna wieża · e8 – Czarna wieża · g8 – Czarny król · b7 – Czarny goniec · c7 – Czarny hetman · d7 – Czarny skoczek · e7 – Czarny goniec · f7 – Czarny pionek · g7 – Czarny pionek · h7 – Czarny pionek · a6 – Czarny pionek · b6 – Czarny pionek · d6 – Czarny pionek · e6 – Czarny pionek · f6 – Czarny skoczek | c8 – Czarna wieża · e8 – Czarna wieża · g8 – Czarny król · b7 – Czarny goniec · c7 – Czarny hetman · d7 – Czarny skoczek · e7 – Czarny goniec · f7 – Czarny pionek · g7 – Czarny pionek · h7 – Czarny pionek · a6 – Czarny pionek · b6 – Czarny pionek · d6 – Czarny pionek · e6 – Czarny pionek · f6 – Czarny skoczek | c8 – Czarna wieża · e8 – Czarna wieża · g8 – Czarny król · b7 – Czarny goniec · c7 – Czarny hetman · d7 – Czarny skoczek · e7 – Czarny goniec · f7 – Czarny pionek · g7 – Czarny pionek · h7 – Czarny pionek · a6 – Czarny pionek · b6 – Czarny pionek · d6 – Czarny pionek · e6 – Czarny pionek · f6 – Czarny skoczek | c8 – Czarna wieża · e8 – Czarna wieża · g8 – Czarny król · b7 – Czarny goniec · c7 – Czarny hetman · d7 – Czarny skoczek · e7 – Czarny goniec · f7 – Czarny pionek · g7 – Czarny pionek · h7 – Czarny pionek · a6 – Czarny pionek · b6 – Czarny pionek · d6 – Czarny pionek · e6 – Czarny pionek · f6 – Czarny skoczek | c8 – Czarna wieża · e8 – Czarna wieża · g8 – Czarny król · b7 – Czarny goniec · c7 – Czarny hetman · d7 – Czarny skoczek · e7 – Czarny goniec · f7 – Czarny pionek · g7 – Czarny pionek · h7 – Czarny pionek · a6 – Czarny pionek · b6 – Czarny pionek · d6 – Czarny pionek · e6 – Czarny pionek · f6 – Czarny skoczek | c8 – Czarna wieża · e8 – Czarna wieża · g8 – Czarny król · b7 – Czarny goniec · c7 – Czarny hetman · d7 – Czarny skoczek · e7 – Czarny goniec · f7 – Czarny pionek · g7 – Czarny pionek · h7 – Czarny pionek · a6 – Czarny pionek · b6 – Czarny pionek · d6 – Czarny pionek · e6 – Czarny pionek · f6 – Czarny skoczek | c8 – Czarna wieża · e8 – Czarna wieża · g8 – Czarny król · b7 – Czarny goniec · c7 – Czarny hetman · d7 – Czarny skoczek · e7 – Czarny goniec · f7 – Czarny pionek · g7 – Czarny pionek · h7 – Czarny pionek · a6 – Czarny pionek · b6 – Czarny pionek · d6 – Czarny pionek · e6 – Czarny pionek · f6 – Czarny skoczek | c8 – Czarna wieża · e8 – Czarna wieża · g8 – Czarny król · b7 – Czarny goniec · c7 – Czarny hetman · d7 – Czarny skoczek · e7 – Czarny goniec · f7 – Czarny pionek · g7 – Czarny pionek · h7 – Czarny pionek · a6 – Czarny pionek · b6 – Czarny pionek · d6 – Czarny pionek · e6 – Czarny pionek · f6 – Czarny skoczek | 2 |
| 1 | c8 – Czarna wieża · e8 – Czarna wieża · g8 – Czarny król · b7 – Czarny goniec · c7 – Czarny hetman · d7 – Czarny skoczek · e7 – Czarny goniec · f7 – Czarny pionek · g7 – Czarny pionek · h7 – Czarny pionek · a6 – Czarny pionek · b6 – Czarny pionek · d6 – Czarny pionek · e6 – Czarny pionek · f6 – Czarny skoczek | c8 – Czarna wieża · e8 – Czarna wieża · g8 – Czarny król · b7 – Czarny goniec · c7 – Czarny hetman · d7 – Czarny skoczek · e7 – Czarny goniec · f7 – Czarny pionek · g7 – Czarny pionek · h7 – Czarny pionek · a6 – Czarny pionek · b6 – Czarny pionek · d6 – Czarny pionek · e6 – Czarny pionek · f6 – Czarny skoczek | c8 – Czarna wieża · e8 – Czarna wieża · g8 – Czarny król · b7 – Czarny goniec · c7 – Czarny hetman · d7 – Czarny skoczek · e7 – Czarny goniec · f7 – Czarny pionek · g7 – Czarny pionek · h7 – Czarny pionek · a6 – Czarny pionek · b6 – Czarny pionek · d6 – Czarny pionek · e6 – Czarny pionek · f6 – Czarny skoczek | c8 – Czarna wieża · e8 – Czarna wieża · g8 – Czarny król · b7 – Czarny goniec · c7 – Czarny hetman · d7 – Czarny skoczek · e7 – Czarny goniec · f7 – Czarny pionek · g7 – Czarny pionek · h7 – Czarny pionek · a6 – Czarny pionek · b6 – Czarny pionek · d6 – Czarny pionek · e6 – Czarny pionek · f6 – Czarny skoczek | c8 – Czarna wieża · e8 – Czarna wieża · g8 – Czarny król · b7 – Czarny goniec · c7 – Czarny hetman · d7 – Czarny skoczek · e7 – Czarny goniec · f7 – Czarny pionek · g7 – Czarny pionek · h7 – Czarny pionek · a6 – Czarny pionek · b6 – Czarny pionek · d6 – Czarny pionek · e6 – Czarny pionek · f6 – Czarny skoczek | c8 – Czarna wieża · e8 – Czarna wieża · g8 – Czarny król · b7 – Czarny goniec · c7 – Czarny hetman · d7 – Czarny skoczek · e7 – Czarny goniec · f7 – Czarny pionek · g7 – Czarny pionek · h7 – Czarny pionek · a6 – Czarny pionek · b6 – Czarny pionek · d6 – Czarny pionek · e6 – Czarny pionek · f6 – Czarny skoczek | c8 – Czarna wieża · e8 – Czarna wieża · g8 – Czarny król · b7 – Czarny goniec · c7 – Czarny hetman · d7 – Czarny skoczek · e7 – Czarny goniec · f7 – Czarny pionek · g7 – Czarny pionek · h7 – Czarny pionek · a6 – Czarny pionek · b6 – Czarny pionek · d6 – Czarny pionek · e6 – Czarny pionek · f6 – Czarny skoczek | c8 – Czarna wieża · e8 – Czarna wieża · g8 – Czarny król · b7 – Czarny goniec · c7 – Czarny hetman · d7 – Czarny skoczek · e7 – Czarny goniec · f7 – Czarny pionek · g7 – Czarny pionek · h7 – Czarny pionek · a6 – Czarny pionek · b6 – Czarny pionek · d6 – Czarny pionek · e6 – Czarny pionek · f6 – Czarny skoczek | 1 |
|   | a | b | c | d | e | f | g | h |   |

Mihai Șubă (ur. 1 czerwca 1947 w Bukareszcie) – rumuński szachista, arcymistrz od 1978 roku. Aktualnie reprezentuje Hiszpanię.

## Kariera szachowa
W latach 1980, 1981 i 1986 trzykrotnie zdobył złote medale indywidualnych mistrzostw Rumunii. W 1982 podzielił II miejsce (za Zoltanem Ribli, a wraz z Gyulą Saxem) w turnieju strefowym (eliminacji mistrzostw świata) w Băile Herculane. W tym samym roku był bardzo bliski awansu do grona pretendentów, zajmując III miejsce w turnieju międzystrefowym w Las Palmas (dwa pierwsze miejsca premiowane awansem zajęli wówczas Zoltán Ribli i Wasilij Smysłow). Sukces był o tyle blisko, iż jako jedyny przegrał z będącym bez formy Walterem Browne, który zajął ostatnie miejsce. W kolejnych latach zwyciężył bądź podzielił I miejsca w Dortmundzie (1983), Berlinie (turniej Berliner Sommer, 1985), Pradze (1985, turniej strefowy) i Timișoarze (1987). Do swoich sukcesów zaliczyć również może dzielone III miejsce w silnie obsadzonym turnieju w Tallinnie w roku 1983 (wraz z Tigranem Petrosjanem oraz Jaanem Ehlvestem, a za Michaiłem Talem i Rafaelem Waganianem). W 1985 po raz drugi wystąpił w turnieju międzystrefowym rozegranym w Tunisie, ale nie powtórzył sukcesu z poprzedniego startu (zajął XI miejsce).
Wielokrotnie reprezentował Rumunię i Anglię (DME – 1989) w turniejach drużynowych, m.in.:
- sześciokrotnie na olimpiadach szachowych (w latach 1978, 1980, 1982, 1984, 1986, 1992)[4],
- na drużynowych mistrzostwach świata (w roku 1985)[5],
- trzykrotnie na drużynowych mistrzostwach Europy (w latach 1977, 1989, 1992)[6],
- na drużynowych mistrzostwach świata studentów (w roku 1972)[7],
- jedenastokrotnie na drużynowych mistrzostwach Bałkanów (w latach 1974, 1976, 1977, 1978, 1979, 1980, 1981, 1982, 1983, 1984, 1985); jedenastokrotny medalista: wspólnie z drużyną – złoty (1977), pięciokrotnie srebrny (1974, 1978, 1980, 1981, 1985) i pięciokrotnie brązowy (1976, 1979, 1982, 1983, 1984)[8].

W roku 1988 po zakończeniu turnieju w Londynie wraz z synem pozostał w Wielkiej Brytanii i wystąpił o azyl polityczny. W roku 1990, po upadku reżimu Nicolae Ceaușescu ponownie zaczął reprezentować Rumunię na arenie międzynarodowej. Aktualnie mieszka w Hiszpanii i corocznie bierze udział w turniejach otwartych rozgrywanych w tym kraju, w wielu z nich odnosząc sukcesy. W 2011 zdobył w Courmayeur tytuł mistrza Europy seniorów (zawodników powyżej 60. roku życia).
Șubă uważany jest za prekursora i specjalistę od gry Formacją Hedgehog, która wyróżnia się charakterystycznym ustawieniem pionów na polach a6, b6, d6 oraz e i najczęściej powstaje z partii angielskiej, obrony hetmańsko-indyjskiej lub niektórych wariantów obrony sycylijskiej. W latach 1991 i 2000 wydał dwie książki poświęcone temu zagadnieniu.
Najwyższy ranking w swojej karierze osiągnął 1 lipca 1986 r., z wynikiem 2580 punktów dzielił wówczas 20-21. miejsce (wspólnie z Yasserem Seirawanem) na światowej liście FIDE, jednocześnie zajmując 1. miejsce wśród rumuńskich szachistów.

## Publikacje
- Dynamic Chess Strategy. Pergamon, Oxford 1991, ISBN 0-08-037141-8.
- The Hedgehog. Batsford, 2000, ISBN 0-7134-8696-1.